# Metiș
Metiș (früher Metișdorf; deutsch Martinsdorf, siebenbürgisch-sächsisch Miertesdref, ungarisch [Szàsz]-Mártonfalva) ist ein rumänisches Dorf in Siebenbürgen. Es gehört administrativ zur Gemeinde Mihăileni (Schaldorf).

## Lage

Metiș (von Osten)

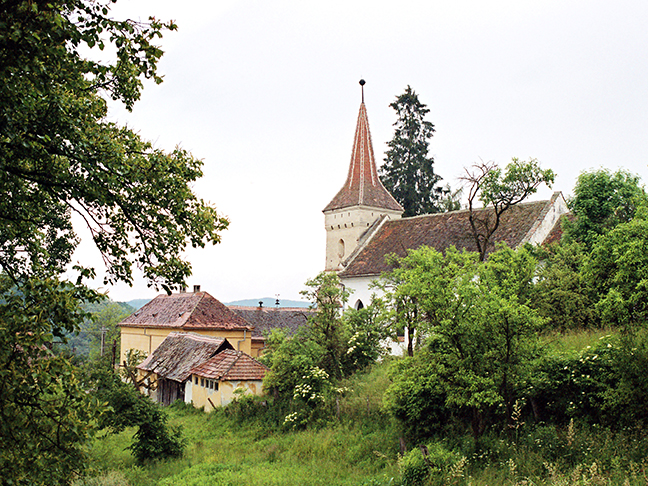
Die evangelische Kirche von Martinsdorf

Metiș liegt an einer markanten Kehre der Șeica Mare (Marktschelken) und Agnita (Agnetheln) verbindenden Straße und ist von der Kreishauptstadt Sibiu (Hermannstadt) etwas über fünfzig Kilometer entfernt.

## Geschichte

### Frühere Geschichte
Um 1300 wurde Martinsdorf erstmals urkundlich erwähnt. Die außerhalb des privilegierten „Königsbodens“ gelegene Ortschaft war wiederholt Gegenstand von Streitigkeiten über grundherrschaftliche Ansprüche der Adeligen.
Von 1800 bis 1849 fungierte Martinsdorf als Hauptort des Komitats „Oberweißenburg“. Ende des 19. Jahrhunderts wurde Martinsdorf von einer Auswanderungswelle in die Vereinigten Staaten erfasst.

### Jüngere Geschichte und Gegenwart
Schon während der Endphase des Sozialismus, besonders aber nach der Wende – speziell im Jahr 1990 –, wanderte die Mehrheit der Siebenbürger Sachsen nach Deutschland aus. 
Seit 1984 existiert in Deutschland eine Heimatortsgemeinschaft (HOG) der Sachsen aus Martinsdorf.
2002 lebten in Metiș 149 Rumänen, 141 Roma, 24 Deutsche und 3 Ungarn.